# Верхняя Белка (Львовская область)
Верхняя Белка (укр. Верхня Білка) — село в Подберёзцовской сельской общине Львовского района Львовской области Украины.
Население по переписи 2001 года составляло 1508 человек. Занимает площадь 2,27 км². Почтовый индекс — 81141. Телефонный код — 3230.

## История
В 1946 г. Указом ПВС УССР село Белка Шляхетская переименовано в Верхняя Белка.

## Известные уроженцы
- Уруский, Северин (1817—1890) — польский геральдист.
- Евстафий Сапега (1881—1963) — 5-й Министр иностранных дел Польши (1920-1921)